# Euverem 10

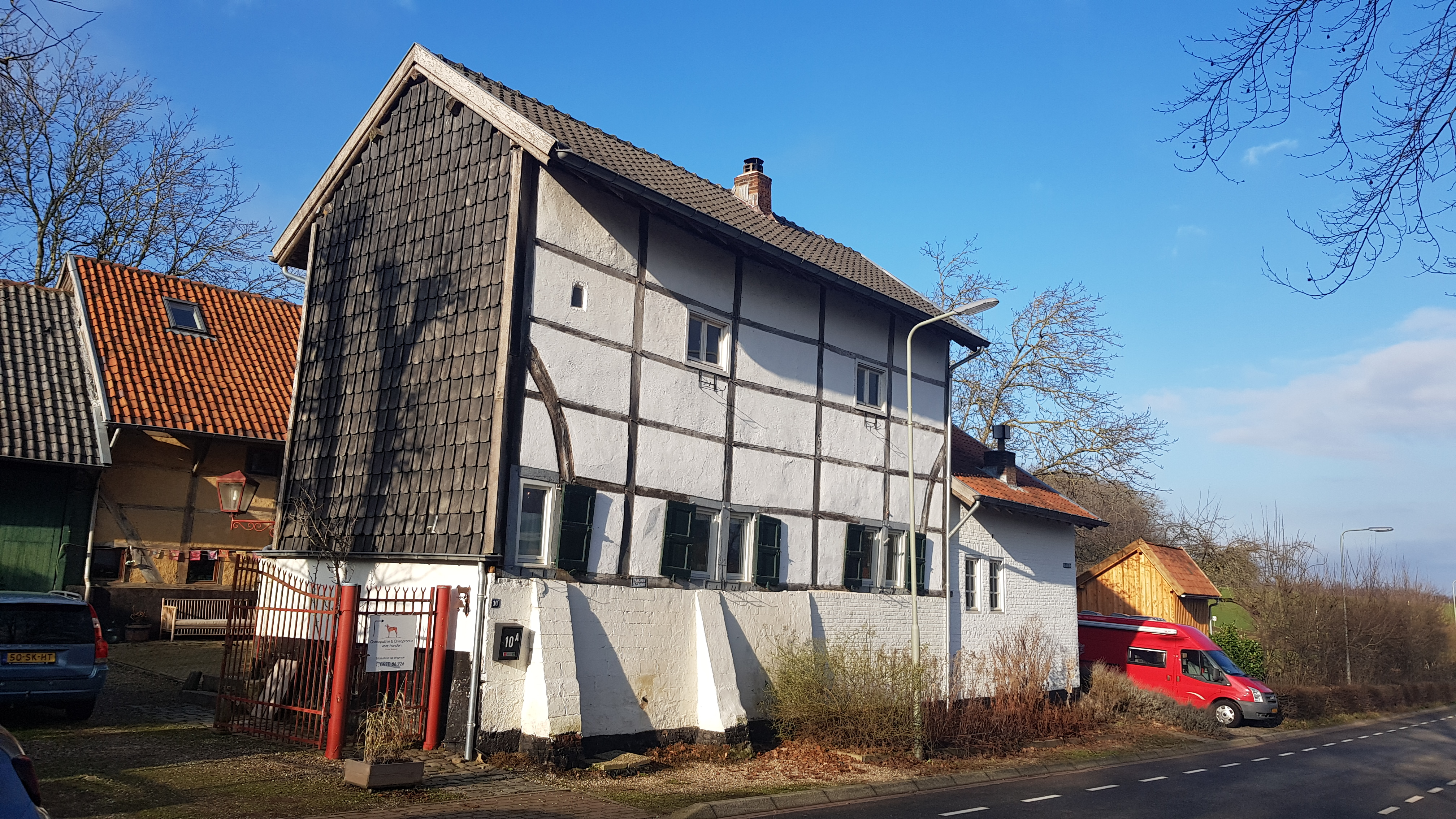
Het hele gebouw gezien vanaf de weg.

Euverem 10 is een Rijksmonument aan de straat Euverem in de Nederlandse gemeente Gulpen-Wittem. Het pand is onderverdeeld in twee huizen: Euverem 10 en Euverem 10a.
Het pand is een typisch Zuid-Limburgs U-vormig vakwerkhuis, waarvan nummer 10 in de 18e eeuw is gebouwd. Het gedeelte 10a, nu voor een groot deel een woonhuis, was ooit volledig een schuur. Dit gedeelte is dan ook een paar decennia minder oud. Op historische foto's is te zien dat het
gebouw ooit erg vervallen was. Het pand is dus volledig gerestaureerd.
Het inmiddels gesloten attractiepark Foreldorado lag tegenover de hoeve.

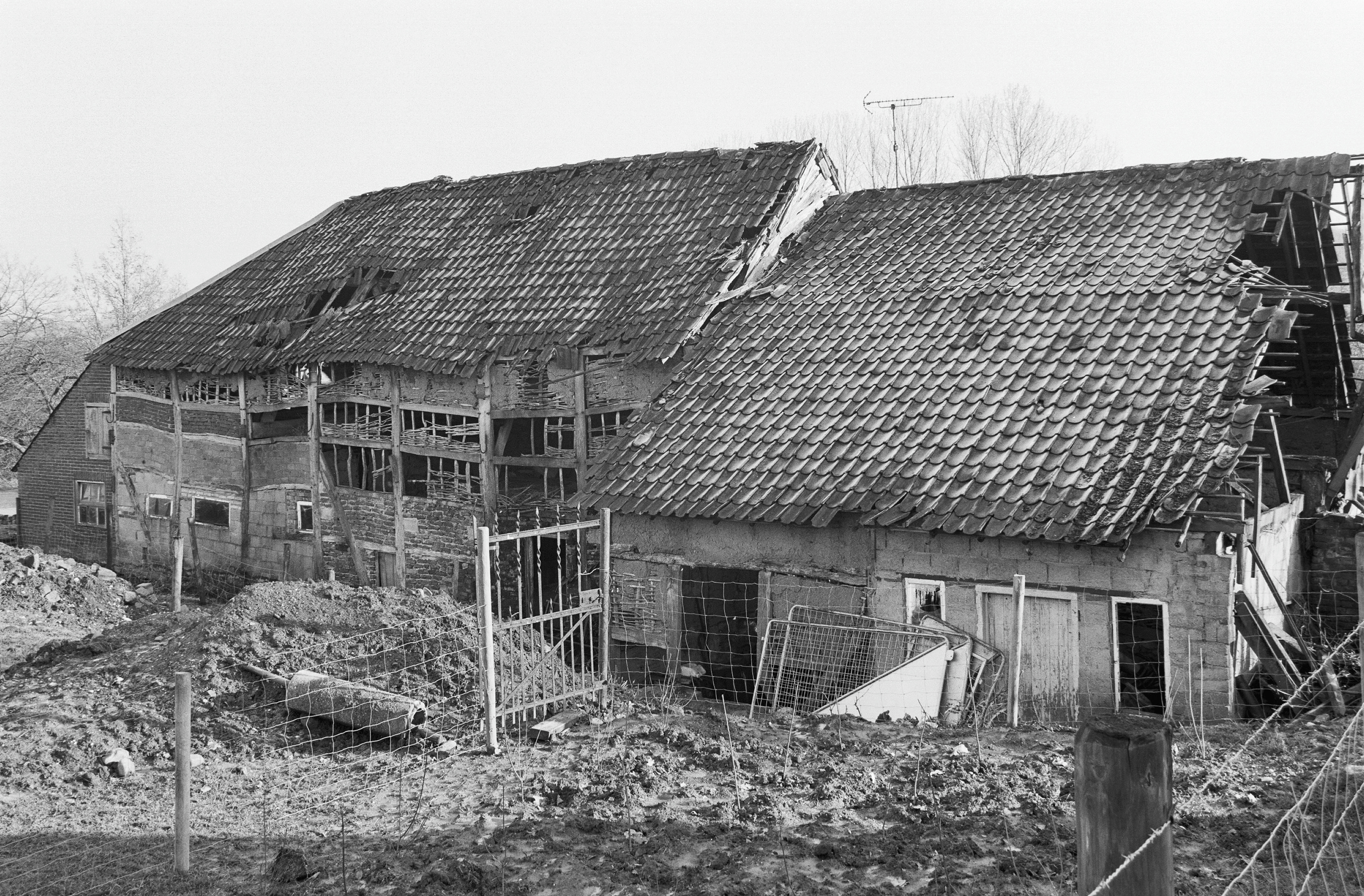
oude foto van het pand 10a, genomen vanuit de achterkant van het gebouw
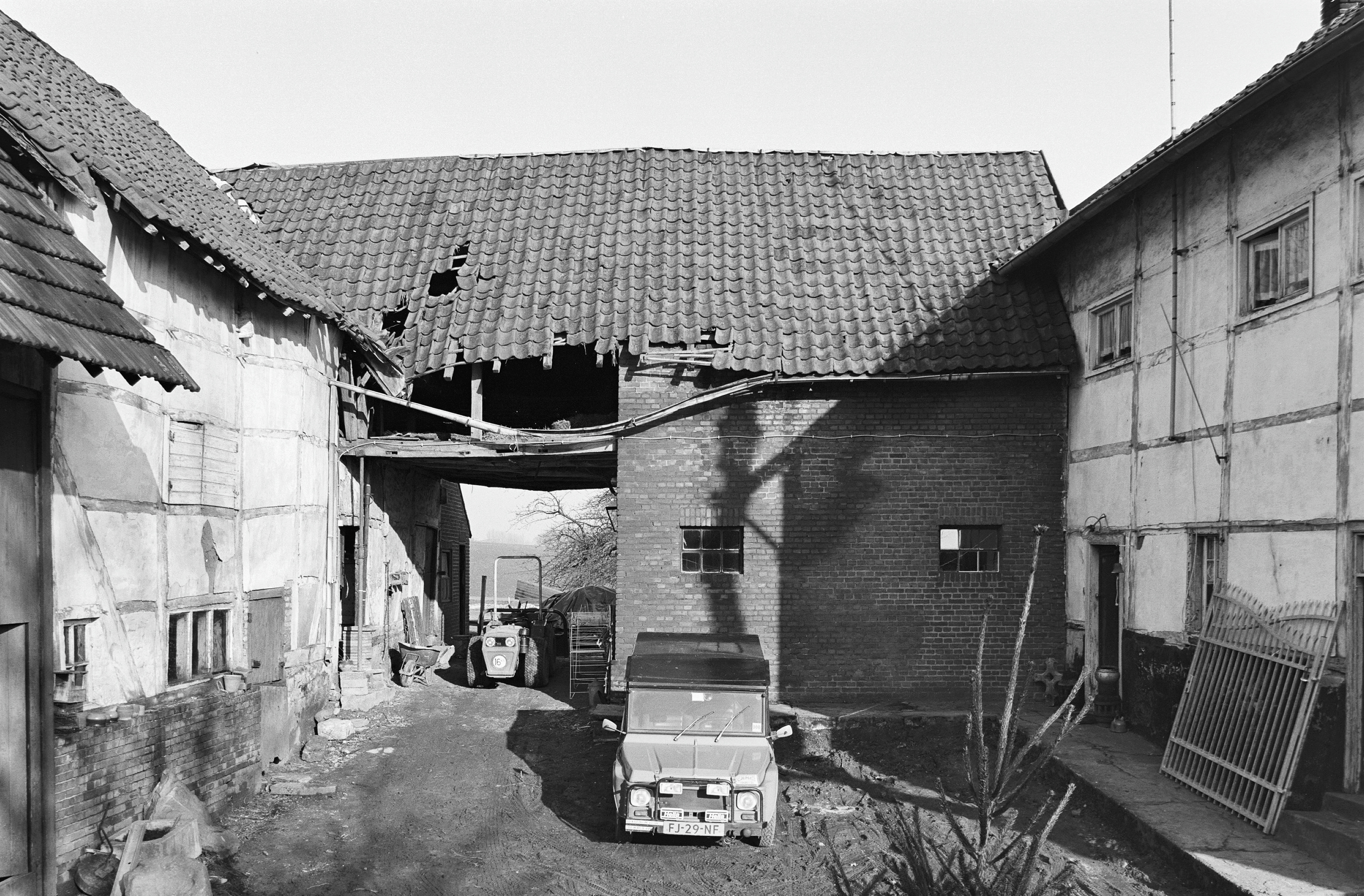
oude foto van de vervallen binnenplaats van het gebouw